# 三盛楼
三盛楼是中华人民共和国山东省青岛市老沧口的著名建筑，也是青岛有名的“老字号”饭店之一。曾与中山路的春和楼、台东的聚福楼，合称为青岛“三大楼”，其特色为羊肉蒸饺和锅贴。其前身最早为建于1913年的三盛栈，位于沧台路，1921年迁至原沧口区四流中路134号，更名为“三盛楼”。三盛楼是青岛市著名的老字号饭店，以经营传统鲁菜为主，尤其以清炸大肠、清蒸鲳鱼、炝芹菜及灌汤羊肉蒸饺、大肉包享有盛名。其特色菜灌汤羊肉蒸饺1996年入选青岛市“十大名吃”评选优秀品种之列，2004年被评为李沧区“十大名吃”之一。

## 名字由来
三盛楼名称的由来有多种说法，其中两种较多，一说为“人气盛、买卖盛、财源盛”；另一说是创办此楼的为三个人（张富盛、张富林、陈年好），因此称为三盛楼。